# Eidesformel
Die Eidesformel ist der für einen Eid nachzusprechende oder mit den Worten „Ich schwöre es“ (ggf. mit religiöser Beteuerung) zu bestätigende Text.

## Deutschland

### Zeugen (und Parteien) im Straf- oder Zivilprozess
Zur Vereidigung eines Zeugen im Strafprozess richtet der Vorsitzende Richter gemäß § 64 StPO an den Zeugen die Worte

„Sie schwören (bei Gott dem Allmächtigen und Allwissenden), dass Sie nach bestem Wissen die reine Wahrheit gesagt und nichts verschwiegen haben.“

Worauf hin der Zeuge antwortet: „Ich schwöre es (so wahr mir Gott helfe)“. Ob der Eid mit oder ohne diese religiöse Beteuerung geleistet wird, ist der Wahl des Zeugen überlassen.
Die gleiche Formel findet gemäß §§ 392, 481 ZPO für die Beeidigung von Zeugen sowie gemäß §§ 452, 481 ZPO für die Beeidigung von Prozessparteien (Kläger oder Beklagter) im Zivilprozess Anwendung.
Eidesgleiche Bekräftigung
Ein Zeuge, der angibt, aus Glaubens- oder Gewissensgründen keinen Eid leisten zu wollen, hat nach § 65 StPO (Strafverfahren) bzw. § 484 ZPO (Zivilprozess) die Wahrheit seiner Aussage zu bekräftigen. Der Vorsitzende Richter richtet an den Zeugen die Worte

„Sie bekräftigen im Bewusstsein Ihrer Verantwortung vor Gericht, dass Sie nach bestem Wissen die reine Wahrheit gesagt und nichts verschwiegen haben.“

Darauf antwortet der Zeuge schlicht mit „Ja“. Rechtlich hat die Bekräftigung die gleichen Konsequenzen wie der Eid.
Mit dem Sprechen der Eidesformel beginnt bei Falscheiden – sei es vor dem Straf- oder dem Zivilgericht – der Versuch des Meineides.

### Richter
Richter leisten den Richtereid nach § 38 des Deutschen Richtergesetzes öffentlich.

### Ehrenamtliche Richter
Ehrenamtliche Richter – egal welcher Gerichtsbarkeit – werden vor ihrer ersten Dienstleistung in öffentlicher Sitzung durch den Vorsitzenden (Richter) vereidigt, indem sie folgende Formel sprechen:

„Ich schwöre, die Pflichten eines ehrenamtlichen Richters getreu dem Grundgesetz für die Bundesrepublik Deutschland und getreu dem Gesetz zu erfüllen, nach bestem Wissen und Gewissen ohne Ansehen der Person zu urteilen und nur der Wahrheit und Gerechtigkeit zu dienen, so wahr mir Gott helfe.“

 Die Worte „so wahr mir Gott helfe“ können entfallen (§ 45 Abs. 3 DRiG).

### Bundespräsident, Mitglieder der Bundesregierung
Die Eidesformel des deutschen Bundespräsidenten, Bundeskanzlers und der Bundesminister nach Art. 56 GG (und Art. 64 GG) lautet:

„Ich schwöre, dass ich meine Kraft dem Wohle des deutschen Volkes widmen, seinen Nutzen mehren, Schaden von ihm wenden, das Grundgesetz und die Gesetze des Bundes wahren und verteidigen, meine Pflichten gewissenhaft erfüllen und Gerechtigkeit gegen jedermann üben werde. (So wahr mir Gott helfe.)“

Auf die religiöse Beteuerung kann verzichtet werden.
Der Eid wird vor den versammelten Mitgliedern des Bundestages (und beim Bundespräsidenten zusätzlich vor den Mitgliedern des Bundesrates) abgehalten.

### Beamte
Auch Beamte haben einen Diensteid zu leisten. Der Wortlaut unterscheidet sich zwischen Bundes- und Landesbeamten sowie bei letzteren nochmal von Land zu Land. Die Eidesformel für Bundesbeamte lautet gemäß § 64 BBG (wahlweise mit oder ohne religiöse Beteuerung):

„Ich schwöre, das Grundgesetz und alle in der Bundesrepublik Deutschland geltenden Gesetze zu wahren und meine Amtspflichten gewissenhaft zu erfüllen(, so wahr mir Gott helfe).“

Lehnt es der Beamte aus Glaubens- oder Gewissensgründen ab, zu schwören, können die Worte „ich schwöre“ durch „ich gelobe“ oder eine andere Beteuerungsformel ersetzt werden.
Landesbeamte des Landes Nordrhein-Westfalen leisten beispielsweise folgenden Eid (gemäß § 46 Landesbeamtengesetz NRW):

„Ich schwöre, dass ich das mir übertragene Amt nach bestem Wissen und Können verwalten, Verfassung und Gesetze befolgen und verteidigen, meine Pflichten gewissenhaft erfüllen und Gerechtigkeit gegen jedermann üben werde. (So wahr mir Gott helfe.)“

Auch hier können bei Ablehnung des Eides aus Glaubens- oder Gewissensgründen die Worte „ich schwöre“ durch „ich gelobe“ oder eine andere Beteuerungsformel ersetzt werden.

### Gemeinderatsmitglieder
Gemeinderatsmitglieder in Bayern leisten folgenden Eid:

### Soldaten
Soldaten der Bundeswehr befinden sich in einem quasi-beamtenähnlichen Verhältnis. Je nach Status (Soldat auf Zeit, Berufssoldat) werden sie vereidigt oder legen ein Gelöbnis ab (Grundwehrdienstleistende,  Freiwillig Wehrdienstleistende).

## Österreich

### Zeugen vor Gericht
Gemäß dem bis heute gültigen Gesetz vom 3. Mai 1868 zur Regelung des Verfahrens bei den Eidesablegungen vor Gericht lautet die Eidesformel für Zeugen in Zivil- und Strafverfahren unabhängig von deren Religionszugehörigkeit:

„Ich schwöre bei Gott dem Allmächtigen und Allwissenden einen reinen Eid, dass ich über Alles, worüber ich von dem Gerichte befragt worden bin (werde befragt werden), die reine und volle Wahrheit und nichts als die Wahrheit ausgesagt habe (aussagen werde); so wahr mir Gott helfe!“

Vor der Eidesablegung hat der Richter den Schwurpflichtigen „an die Heiligkeit des Eides vom religiösen Standpunkte, an die Wichtigkeit des Eides für die Rechtsordnung, an die zeitlichen und ewigen Strafen des Meineides zu erinnern“.
Christen legen den Eid nach dieser Vorschrift vor einem Kruzifix und zwei brennenden Kerzen ab. In vielen Gerichtssälen werden dazu sogenannte Schwurgarnituren – bestehend aus Kreuz und zwei Kerzen – bereitgehalten. Zudem hat der Zeuge bei der Eidesleistung die ersten drei Finger der rechten Hand in die Höhe zu heben. Für Angehörige der Helvetischen Konfession gibt es bereits seit 1832 eine Ausnahme: Bei ihnen erfolgt die Vereidigung ohne Kruzifix und Kerzen.
Juden (Israeliten) haben bei der Eidesleistung das Haupt zu bedecken und die rechte Hand auf die Tora, 2. Buch Mose, Kapitel 20 Vers 7 (2 Mos 20,7 ) zu legen. Auch für „Personen, welche vermöge ihrer Religionslehre die Eidesablegung für unerlaubt halten“ (etwa Mennoniten und andere Täufer) sowie Muslime („Mahomedaner“) gelten jeweils Sonderregeln. Der Oberste Gerichtshof hat 1931 festgestellt, dass die Vorschrift auch nicht auf Konfessionslose angewendet werden darf.
In der Praxis kommt die Vereidigung von Zeugen und Parteien im Zivilprozess aber nur äußerst selten vor. Im Strafprozess wurde sie 2008 ganz abgeschafft.
Kritik
Im 21. Jahrhundert ist diese Vorschrift aufgrund ihrer stark religiösen und konfessionellen Prägung umstritten. Kritiker – darunter Vertreter der Richterschaft – halten sie für nicht mehr zeitgemäß oder gar grundrechtswidrig. Sie sei nicht mit dem Neutralitätsgebot des Staates vereinbar. Insbesondere das Erinnern an „ewige Strafen“ sei ein völliger Fremdkörper in der Rechtsordnung. Die Abgeordneten Nikolaus Scherak und Niko Alm von NEOS brachten im März 2017 den Entwurf eines Gelöbnis-Harmonisierungsgesetzes in den Nationalrat ein, nach dem die Vereidigung von Laienrichtern, Zeugen, Sachverständigen und Verfahrensparteien einheitlich durch eine Angelobung ersetzt werden soll, die unabhängig von der Konfession und frei von religiösen Bezügen wäre. Im Juli 2018 brachte der Abgeordnete Wolfgang Zinggl von der Liste Peter Pilz einen Abänderungsantrag in den Nationalrat ein, durch den das Gesetz von 1868 wegfallen soll.

### Sachverständige und Dolmetscher
Die Eidesformel für allgemein beeidete und gerichtlich zertifizierte Sachverständige lautet gemäß § 5 Absatz 1 des Sachverständigen- und Dolmetschergesetzes (SDG):

„Ich schwöre bei Gott dem Allmächtigen und Allwissenden einen reinen Eid, daß ich die Gegenstände eines Augenscheins sorgfältig untersuchen, die gemachten Wahrnehmungen treu und vollständig angeben und den Befund und mein Gutachten nach bestem Wissen und Gewissen und nach den Regeln der Wissenschaft (der Kunst, des Gewerbes) angeben werde; so wahr mir Gott helfe!“

Allgemein beeidete und gerichtlich zertifizierte Dolmetscher leisten gemäß § 14 Nr. 3 SDG folgenden Eid:

„Ich schwöre bei Gott dem Allmächtigen und Allwissenden einen reinen Eid, daß ich aus der … Sprache in die deutsche und aus der deutschen Sprache in die … Sprache stets nach bestem Wissen und Gewissen dolmetschen und übersetzen werde; so wahr mir Gott helfe!“

Auf Verlangen des Bewerbers hat die Anrufung Gottes jeweils zu unterbleiben.

### Laienrichter
Schöffen leisten ihren Eid gemäß § 240a Strafprozessordnung, indem sie sich von ihren Sitzen erheben und der Vorsitzende (Richter) zu ihnen spricht:

„Sie schwören und geloben vor Gott, die Beweise, die gegen und für den Angeklagten werden vorgebracht werden, mit der gewissenhaftesten Aufmerksamkeit zu prüfen, nichts unerwogen zu lassen, was zum Vorteil oder zum Nachteil des Angeklagten gereichen kann, das Gesetz, dem Sie Geltung verschaffen sollen, treu zu beobachten, vor Ihrem Ausspruch über den Gegenstand der Verhandlung mit niemand, außer mit den Mitgliedern des Schöffengerichts, Rücksprache zu nehmen, der Stimme der Zu- oder Abneigung, der Furcht oder der Schadenfreude kein Gehör zu geben, sondern sich mit Unparteilichkeit und Festigkeit nur nach den für und wider den Angeklagten vorgeführten Beweismitteln und Ihrer darauf gegründeten Überzeugung so zu entscheiden, wie Sie es vor Gott und Ihrem Gewissen verantworten können.“

Für Geschworene gilt gemäß § 305 StPO eine weitgehend gleichlautende Eidesformel, mit dem Unterschied, dass „außer mit den Mitgliedern des Schöffengerichts“ durch „außer mit den Mitgliedern des Schwurgerichtshofes und Ihren Mitgeschworenen“ ersetzt wird.
Darauf antwortet jeder Schöffe bzw. Geschworene einzeln: „Ich schwöre, so wahr mir Gott helfe.“ Die Beeidigung der Schöffen und Geschworenen muss nicht für jedes Verfahren neu vorgenommen werden, sondern gilt für ein Kalenderjahr. Schöffen bzw. Geschworene, die keinem Religionsbekenntnis angehören oder deren Bekenntnis die Eidesleistung untersagt, brauchen nicht zu schwören: Sie werden durch Handschlag verpflichtet.

### Angelobung
Der Bundespräsident, Regierungsmitglieder, Abgeordnete, Beamte und Soldaten werden in Österreich bei Amtsantritt nicht vereidigt, sondern angelobt. Die vom Bundespräsidenten bei seiner Angelobung vor dem Parlament zu sprechende Formel lautet beispielsweise gemäß Art. 62 des Bundes-Verfassungsgesetzes:

„Ich gelobe, dass ich die Verfassung und alle Gesetze der Republik getreulich beobachten und meine Pflicht nach bestem Wissen und Gewissen erfüllen werde.“

Artikel 62 Absatz 2 erlaubt es dem Bundespräsidenten eine religiöse Beteuerung beizufügen.